# Casa degli Omenoni

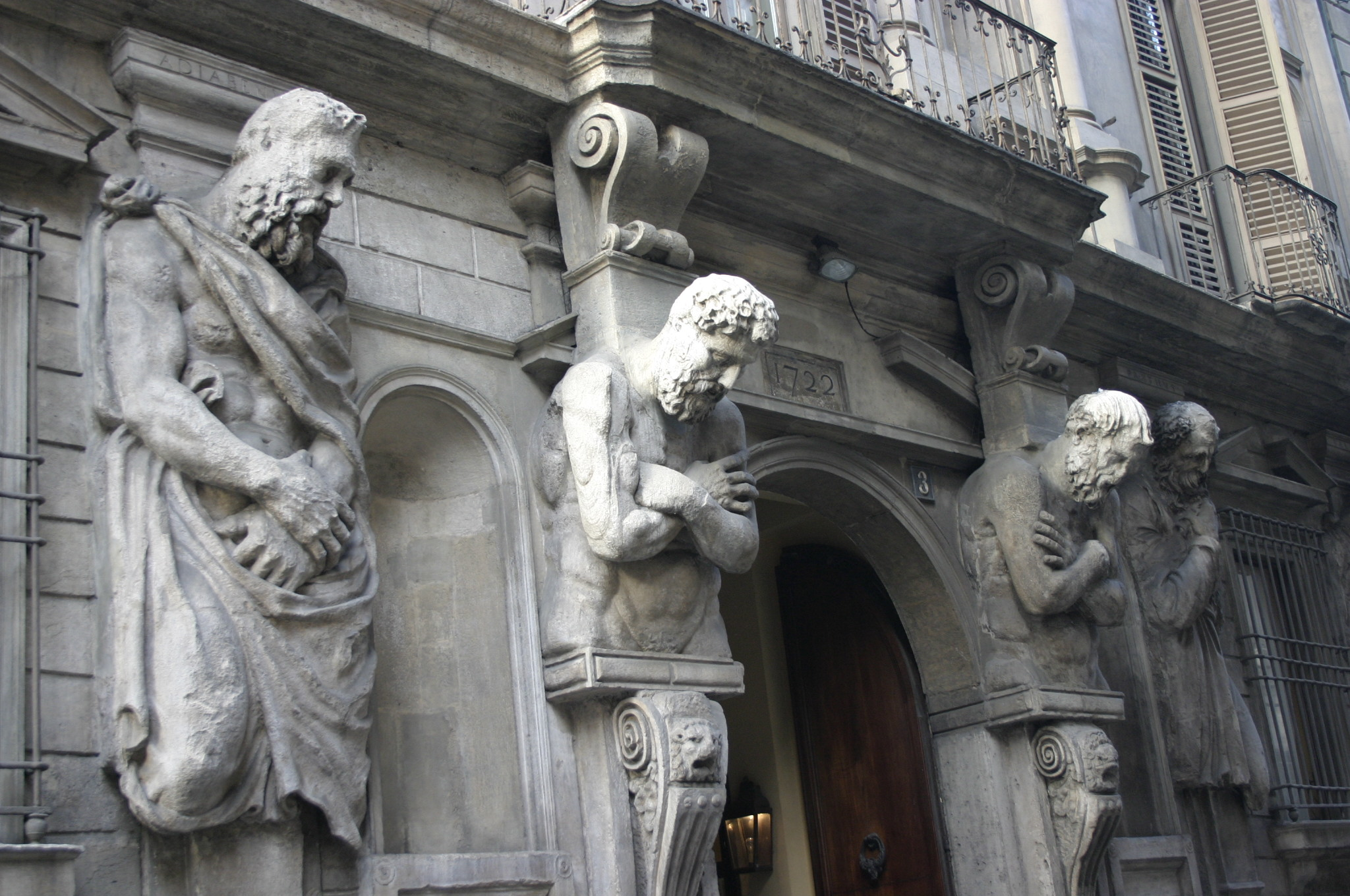
A palota szobrai

A Casa degli Omenoni (magyarul Óriások háza) egy milánói ház a Via degli Omenoni és a Piazza Belgioioso sarkán.

## Története
A házat 1573-ban Leone Leoni szobrász építette családja számára. Nevét Antonio Abboni később készült nyolc szobráról kapta, amelyek a főhomlokzatot díszítik: az omenone jelentése óriás. A szobrok Michelangelo rabszolgaszobraira hasonlítanak. A párkányzat alatti fríz témája: az oroszlán szétszaggatja a rágalmakat. Giorgio Vasari a legérdekesebb milánói háznak tartotta.